# 原田道一
原田 道一（はらだ どういつ、1935年 - ）は、日本の僧侶、文筆家。岐阜県の曹洞宗正宗寺東堂。

## 来歴
高山市生まれ。1941年春から半年間、三重県津市景雲寺（尼寺）に預けられ、剃髪。1963年駒澤大学仏教学部卒業。曹洞宗教化研修所青年コース（4年間）修了。岐阜県立高校教諭（倫理と社会科）を経て、正宗寺住職となる。住職としての職責のほか講演会、音楽会などを企画、運営。地元飛騨の地域、文化活動に積極的に関わる。
著書に「出あうところ わがいのち」「脳幹鍛練で『自分流の生き方』をつくる -いま、身心一如の時代に必要なこと」など。
- 出家は5才、津市の景雲寺にて。1976年、米国の片桐大忍老子を訪問[5]。
- 鎌倉の円覚寺では、相田みつをと中学生だった相田一人館長、生前の坂村真民と坐禅会に参加し交流があった。正宗寺の境内には「念ずれば花ひらく」と「大宇宙　大和楽」の詩碑が建立されている[6]。